# 陳中偉
陳 中偉（1929年 - 2004年3月23日）は、浙江省寧波出身の医者。父陳宝珍は1922年7月、寧波に「保真病院」を創立した。
1954年に上海第二医学院医療係（現上海交通大学の医学院）を卒業。中国科学院の整骨科の専門家は、国際顕微再建外科学会会長（1984年 - 1988年）。「断肢再植の父」と呼ばれる。1999年、アメリカで開かれた第13回国際顕微再建外科学会学術討論会で「世紀の賞」獲得。
彼は1963年に世界初の「断肢再植」の手術を受け、世界で初めて成功次の医師断肢例生き、その断肢再植術を書き換えられた世界の骨の外科の歴史。1962年、世界初の断肢再植手術は上海で完成，お医者さんは陳中偉。
上海の復旦大学に「陳中偉記念講座」が設けられる。また、アメリカ学生がアメリカ陳中偉学術研究会を設けた。2014年、日本整形外科協会主席岩本教授第4回陳中偉記念講演が開催される。